# Xanthichthys caeruleolineatus
Xanthichthys caeruleolineatus là một loài cá biển thuộc chi Xanthichthys trong họ Cá bò da. Loài này được mô tả lần đầu tiên vào năm 1978.

## Từ nguyên
Tính từ định danh caeruleolineatus được ghép bởi hai âm tiết trong tiếng Latinh: caeruleus ("xanh dương") và lineatus ("có sọc"), hàm ý đề cập đến sọc mảnh màu xanh lam nhạt ngăn chia màu sắc thân trên và dưới, kéo dài từ vây ngực đến đuôi ở loài cá này.

## Phạm vi phân bố và môi trường sống
Từ bãi cạn Cargados Carajos, X. caeruleolineatus được phân bố rộng khắp khu vực Ấn Độ Dương - Thái Bình Dương, trải dài về phía đông đến tận quần đảo Galápagos, ngược lên phía bắc đến quần đảo Ryukyu và quần đảo Ogasawara (Nhật Bản), xa hơn ở đông bắc đến quần đảo Hawaii, xa về phía nam đến bờ bắc Úc và Tuamotu (Polynésie thuộc Pháp).
X. caeruleolineatus sống tập trung trên các rạn san hô ở độ sâu khoảng 15–200 m, nhưng thường thấy ở độ sâu hơn 50 m.

## Mô tả
Chiều dài cơ thể lớn nhất được ghi nhận ở X. caeruleolineatus là 35 cm. Thân trên có màu nâu lục, thân dưới màu xám nhạt, được ngăn cách bởi một đường sọc màu xanh óng (viền cam ở rìa trên) từ vây ngực kéo đến đuôi. Hai bên má có các rãnh xanh. Dưới mắt có một vệt nâu cam viền xanh óng kéo dài xuống gốc vây ngực. Vây đuôi có viền đỏ ở hai thùy.
Số gai ở vây lưng: 3; Số tia vây ở vây lưng: 26–28; Số gai ở vây hậu môn: 0; Số tia vây ở vây hậu môn: 23–25; Số tia vây ở vây ngực: 14.

## Sinh thái học
Thức ăn chủ yếu của X. caeruleolineatus là các loài động vật phù du.

## Thương mại
X. caeruleolineatus có thể được bán tươi ở các chợ cá.